# Helicopelta
Helicopelta is een geslacht van weekdieren uit de klasse van de Gastropoda (slakken).

## Soort
- Helicopelta rostricola Marshall, 1996